# Curitiba Challenger 2 1985
Il Curitiba Challenger 2 1985 è stato un torneo di tennis facente parte della categoria ATP Challenger Series nell'ambito dell'ATP Challenger Series 1985. Il torneo si è giocato a Curitiba in Brasile dal 4 al 10 novembre 1985 su campi in terra rossa.

## Vincitori

### Singolare
Julio Goes ha battuto in finale  Milan Šrejber con il punteggio di 6–4, 6–4

### Doppio
Nelson Aerts /  Alexandre Hocevar hanno battuto in finale  Tom Nijssen /  Johan Vekemans con il punteggio di 7–6, 6–4